# Gare de Bidarray-Pont-Noblia
Gare de Bidarray-Pont-Noblia – przystanek kolejowy w Bidarray, w departamencie Pireneje Atlantyckie, w regionie Nowa Akwitania, we Francji.
Jest przystankiem kolejowym Société nationale des chemins de fer français (SNCF), obsługiwanym przez pociągi TER Aquitaine.